# Schoenlandella scotti
Schoenlandella scotti är en stekelart som först beskrevs av Paul C. Dangerfield och Austin 1995.  Schoenlandella scotti ingår i släktet Schoenlandella och familjen bracksteklar. Inga underarter finns listade i Catalogue of Life.